# Erina Ikuta
Erina Ikuta (生田 衣梨奈 Ikuta Erina, nascută 7 iulie 1997, Fukuoka, Japonia) este un idol japonez și un fost fotomodel. Ea a venit în Morning Musume cu  Riho Sayashi, Kanon Suzuki și Mizuki Fukumura. 

## Filmografie
Filme
- 2011: Sharehouse (シェアハウス)

Seriale TV
- 2012: Suugaku♥Joshi Gakuen (数学♥女子学園)

Emisiuni TV
- 2011: Bijo Gaku (美女学)
- 2011: Hello Pro! Time (ハロプロ！Time)
- 2011–2012: Oha Suta (as an Oha Girl in the unit Oha Girl Maple)